# Hameed Hassan
Hameed Hassan (Nangarhar, 1 juni 1987) is een Afghaans cricketspeler. Hij begon zijn carrière in 2006 bij Marylebone Cricket Club en speelde daar tot 2011. Van 2007 tot 2010 speelde Hassan bij Pakistan Customs cricket team. In 2011 ging hij naar de Afghaanse Cheetahs en vertrok in 2012 naar Barisal Burners en speelt daar nog steeds.